# 13716 Тревіно
13716 Тревіно (13716 Trevino) — астероїд головного поясу, відкритий 17 серпня 1998 року.
Тіссеранів параметр щодо Юпітера — 3,537.